# Egejuru Godslove
Egejuru Godslove Ukwuoma (Lagos, 4 dicembre 1986) è un calciatore nigeriano con cittadinanza ungherese, attaccante del Dunaújváros PASE.

## Carriera
Ha giocato 30 partite nella massima serie ungherese con il Kaposvár e il Dunaújváros.